# Античка радионица у Наису
Античка радионица у Наису (лат. Naissus оfficina), била је једна од занатских радњи за обраду метала, о којима на Балкану веома мало зна. Једини податак о постојању радионице за израду металних предмета у Наису забележен је у познатом спису с краја 4. века (лат. Notitia dignitatum (or. X 37).

## Историја
Антички Наис, је био значајан стратешки, економски и урбани центар средњег дела Балканског полуострва. Истраживањима, случајним открићима и налазима у последњих 120 година, откривена је богата историјска прошлост града, његових архитектонских, сакралних и других споменика. Међу бројним налазима значајни су покретни археолошки материјал откривен на муниципалној територији, који судећи по броју, разноврсности материјала, намени и квалитету израде, пружају добар увид у занатску продукцију нишких мајстора.
Према историјским изворима, познатом спису (лат. Notitia Dignitatum (Or. X 37), с краја 4. века, у којем се, поред размештаја војних јединица у префектури Илирик и списка војних звања, наводе и градови у којима су постојале радионице за израду војне опреме (лат. fabricae armorum) у Наису је постојала радионица за израду металних предмета, и снабдевање јединица које су браниле границе Царства. Поред разлога војне природе, радионице су осниване и у градовима у чијој се околини лако долазило до ковног материјала – руде, у које је спадао вероватно и Наис, и који је био повезани са лимесом безбедним комуникацијама, ради пласмана произведених предмета. 
Оснивање и материјални остаци радионица
О времену њиховог оснивања, као и о специјалности нишке радионице, нема података. Од укупно 15 радионица које су често биле специјализоване за израду само одређених врста оружја (штитови, копља, мачеви), шест се налазило у источним областима префектуре, у градовима лат. Thessalonica, Naissus, Horreum Margi, Ratiaria, Marcianopolis и Adrianopolis.
Иако су радионице биле државне, у њима нису радили само војници, као у доба раног Царства, већ и слободни грађани и занатлије, организовани у специјализована колегије (лат. collegia). Судећи по бројним особеностима накита израђиваног од племенитих и неплеменитих метала, могуће је претпоставити да су у Наису, поред домаћих, радили и страни мајстори који су својим производима задовољавали укус и потребе његових становника.
Са археолошких налазишта на ужем градском простору античког Наиса, за сада, поуздано утврђене локације само две радионице и то на простору турске Тврђаве, око Бали-бегове џамије и Арсенала. 
- Године 1962. северно од Бали-бегове џамије, на дубини од 3 m откривена је мања пећ, а поред ње гвоздена алатка у облику дубље кашике на којој су, са спољне и унутрашње стране, били видљиви трагови злата, сумпора и пирита.[7]
- Истраживањима 1972. године северно од Арсенала, на дубини од 4,45 m откривени су остаци дела античке грађевине и део пећи за топљење метала. Од пећи је био очуван само доњи део са вертикалним отворима за довод ваздуха. У унутрашњости објекта, а у близини пећи, откривене су две оставе. У једној је, поред три бронзане посуде нађено и 10 крстастих фибула,[8] пет калупа од шамота за ливење металних посуда, делови статуета, разних аплика, дршки, бакарних жица, лимова и сл. Сви предмети су највероватније били похрањени у дрвену касету – сандук који се временом распао, што је видљиво по остацима заштитних дискова и брава. На многим предметима се уочавају трагови крпљења, а присуство калупа указује да је у питању део инвентара неког мајстора у чијој су се радионици израђивали и поправљали разноврсни метални предмети. У непосредној близини овог налаза откривена је и мања остава бронзаног новца, са најмлађим ковањем између 383. и 392. године.[9] Оба налаза су, по свој прилици, била покопана испод малтерног пода радионице, вероватно пред опасношћу од Гота који су у ово време пустошили ове области.[10]

Посредни подаци о постојању царске радионице за израду полуга и посуда од племенитих метала, вероватно у време свађа и борби Лицинија и Константина, око 316—317. године нађени су током археолошких радова у Нишу, и открића у збиркама у Румунији, Швајцарској, Немачкој, Бугарској и Америци.
Рударство у околини Наиса као извор сировине
О рударству у околини Наиса у античко доба зна се веома мало. На постојање рудника индиректно указује топоним лат. Eraria, поменут у Прокопијевом делу лат. De aedificiis (IV 122, 36 ed. Haury). У области Наиса, као и о муниципалним рудницима бакра југоисточно од града, пшостоје трагови на локалитетима око Горње и Доње Студене и Јелашнице (у којој су на потезу званом „Мртвило“ констатоване две кружне пећи са степеницама и жлебовима у стени, а око 100 m источно од њих налазио се вертикално усечен кружни улаз у рударско окно).